# Saint-Mard (Meurthe e Mosella)
Saint-Mard è un comune francese di 97 abitanti situato nel dipartimento della Meurthe e Mosella nella regione del Grand Est.

## Società

### Evoluzione demografica
Abitanti censiti